# Muhammad Husayn Haykal
Muhammad Husayn Haykal (Muhamed; arapski محمد حسين هيكل) (Mansoura, 20. kolovoza 1888. – 8. prosinca 1956.) bio je egipatski pisac, novinar, političar i ministar obrazovanja. Njegova je kći prof. egiptologije Fayza Haikal.
Poznat je po tome što je napisao prvi autentični egipatski roman, Zaynab.
U radu ga je inspirirao učenjak Muhamed Abduh.
Haykal je poznat i po tome što je odbacio mogućnost da su takozvani „sotonski stihovi“ nekada bili dio Kurana.

## Djela
Ovo je selektivni popis Haykalovih djela:
- Zaynab
- Muhamedov život
- Al Farouq Omar
- Vjera, znanje i filozofija
- Othman Ibn Affan
- Mehraj-ud-din beigh.